# ایر پست
ایر پست (به انگلیسی: Air Post) یک شرکت هواپیمایی است که در تاریخ ۱۹۹۰ میلادی تأسیس شده است. این شرکت هواپیمایی به ۶مقصد، پرواز مستقیم انجام می‌دهد.